# Mieszaki
Mieszaki – wieś w Polsce położona w województwie mazowieckim, w powiecie sierpeckim, w gminie Sierpc. Ma status sołectwa.
W latach 1975–1998 miejscowość administracyjnie należała do województwa płockiego.
We wsi znajduje się  przystanek kolejowy Mieszaki na linii kolejowej nr 27 Nasielsk – Toruń Wschodni. Przejeżdżają przez nią zarówno pociągi towarowe jak i pasażerskie.
Wieś dość rozległa – rozciąga się od końca wsi Wilczógora do rzeki Sierpienicy. 
Mieszaki składają się z 3 rozległych części: pierwsza część (biegnąca od Wilczogóry w stronę Kisielewa) to tylko 6 domów i gospodarstwa rolne, środkowa część (znajduje się tam stacja kolejowa) jest największa – ok. 15 domów. Trzecia część to 4 domy nad rzeką Sierpienicą. We wsi znajdują się dwa stawy i mały las.